# Паризька нормальна школа музики
Паризька нормальна школа музики (фр. École Normale de Musique de Paris «Alfred Cortot», ENMP) — провідний музичний освітній заклад у 17-му окрузі Парижа, Іль-де-Франс, Франція. Школа була заснована в 1919 році Огюстом Манжо та Альфредом Корто. Навчальний заклад був призначений для підготовки вчителів музики, а також концертних виконавців.
Школа офіційно визнана Міністерством культури та зв'язку та перебуває під патронатом Міністерства закордонних справ. Школа не визнана Болонським процесом.

## Історія
Школа була заснована 6 жовтня 1919 року як приватний заклад французьким піаністом Альфредом Корто та Оґюстом Манжо, директором журналу Le Monde musical.
У 1927 році школа переїхала з будівлі на вулиці Жуфруа-д'Аббан у віллу, подаровану маркізою Малейсьє, на бульварі Малезерба, 114-біс, де вона перебуває донині.
У 1962 році, після смерті Корто, новим директором школи став композитор П'єр Петі. Через два роки, у 1964 році, диригент Шарль Мюнш був призначений президентом школи. У 1968 році Анрі Дютіє замінив президента Мюнша і залишався на посаді до 1974 року.

## Керівництво
До ради директорів увійшли відомі музиканти, зокрема Елліотт Картер і Жан-Мішель Дамас. З 1 січня 2013 року Франсуаза Ноель-Маркі обіймала посаду директора школи, змінивши Анрі Гойгеля.

## Зала Корто
У 1929 році відомий архітектор Огюст Перре, який також відповідав за Театр Єлисейських полів, спроектував для школи нову концертну залу на 500 місць у стилі ар-деко. На честь засновника школи тепер її називають «Зала Корто» (фр. Salle Cortot). Корто якось про неї сказав так: «Зала, що звучить як Страдіварі».

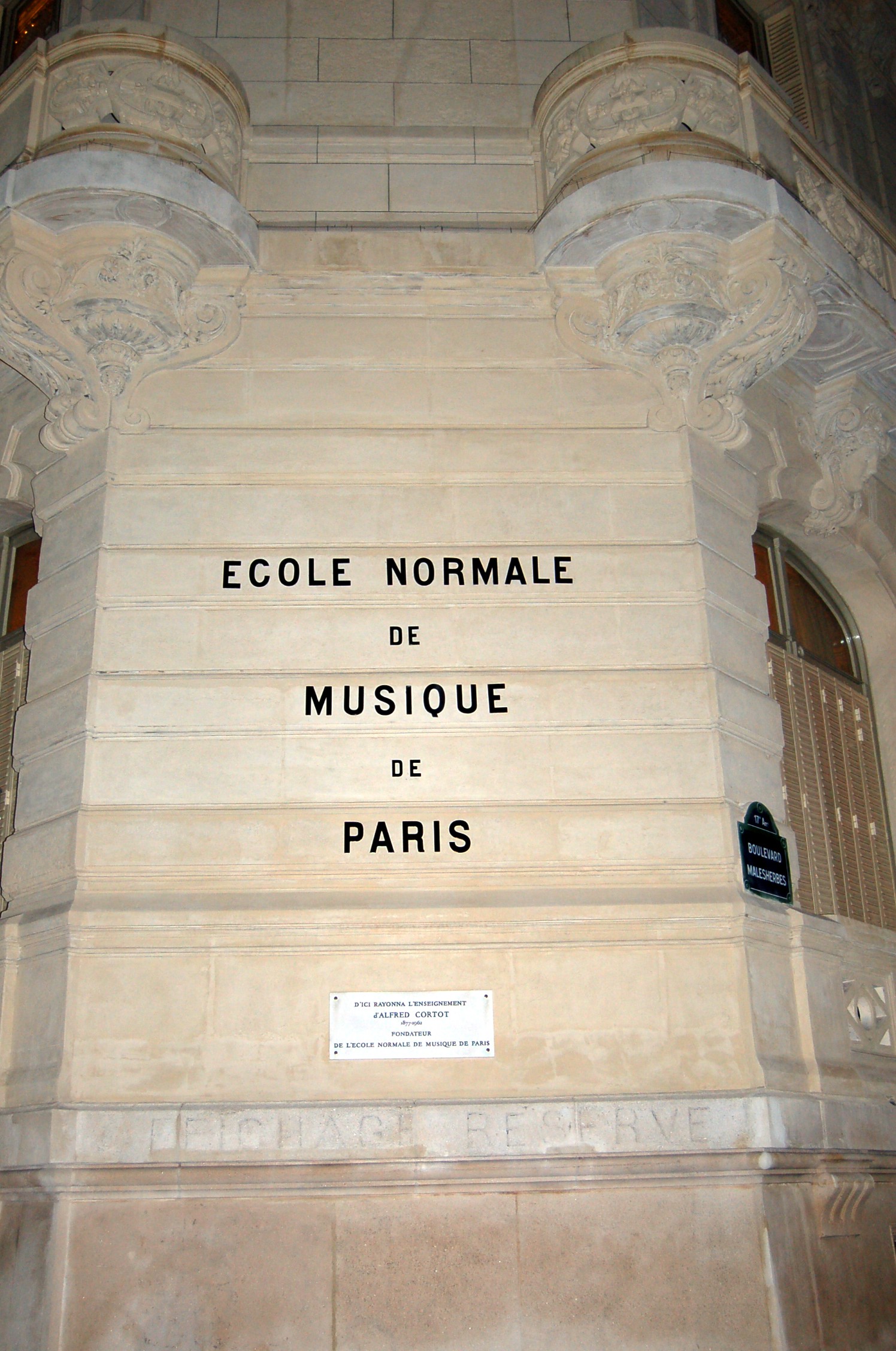

У 2001 році за підтримки Міністерства культури Франції та Ліліан Беттанкур була проведена реставрація зали. Тут щороку відбувається понад 160 концертів і музичних заходів. Зала Корто і школа зареєстровані французькою адміністрацією як історичні пам'ятки.

## Викладання
Курси вищої освіти включають інструментальну, вокальну, композицію, кінокомпозицію, оркестрове диригування, камерну музику та фортепіанний акомпанемент. Навчальні курси, що пропонують індивідуальні приватні уроки з запрошеними професорами, також доступні за попереднім прослуховуванням. У школі також є інтенсивна спеціальна програма для талановитих музикантів віком від 11 до 16 років, які бажають продовжити музичну кар'єру.
Починаючи з 1974 року в Паризькій нормальній школі музики викладала вокал відома українська оперна співачка (мецо-сопрано) Євгенія Зарицька.

## Концерти о пів на першу
Щовівторка, середи та четверга о 12:30 у Залі Корто відбувається безкоштовний концерт студентів старших класів школи та/або її викладачів. Концепція програми була започаткована Жаком Лагардом у 1981 році та продовжена під керівництвом Нарсіса Боне. Протягом сезону 2012—2013 Веронік Боннеказе змінила місце Боне новим художнім керівником. Відтоді цю посаду послідовно обіймали Франк Турре та Стефан Фрідріх.

## Публічні майстер-класи
Щороку в Залі Корто проводиться низка публічних майстер-класів із відомими музикантами. Серед відомих митців, які вели майстер-класи, можна згадати Альфреда Корто, Самсона Франсуа, Мстислава Ростроповича, Томаса Гемпсона та, нещодавно, Енн Квеффелек, Інву Мула, Наталію Гутман, Карін Дешай, Франсуа-Рене Дюшабле, Вінсента Ле Текс'є, Михайла Руді, Барбару Ханніган, Еммануель Пахуд, Джеймс Голвей, Мішель Портал, Марія Жоао Пірес, Абдель Рахман Ель Бача, Андраш Шифф і Володимир Косма.